# De Tweeling
De tweeling (bra: Irmãs Gêmeas; prt: As Gêmeas) é um filme batavo-luxemburguês de 2002, do gênero drama romântico, dirigido por Ben Sombogaart. 
Rebatizado como Twin Sisters, foi indicado ao Oscar de melhor filme estrangeiro na edição de 2004, representando os Países Baixos.

## Elenco
- Ellen Vogel - Lotte senior
- Gudrun Okras - Anna senior
- Thekla Reuten - Jonge Lotte
- Nadja Uhl - Jonge Anna
- Julia Koopmans - Kleine Lotte
- Sina Richardt - Kleine Anna
- Betty Schuurman - Moeder Rockanje